# Világjáték
A Világjáték a gyerekekkel végzett pszichoterápián belül a játékterápiák csoportjába sorolandó diagnosztikus lehetőség, mellyel képet kaphatunk a gyerekek hangulati állapotáról.
A Világjáték konstruktív, projektív módszer.
A tapasztalatok szerint a legjobb és legátfogóbb játékdiagnosztikai és terápiás módszer. Előnye, hogy a vizsgált személyben játék-, alkotás-, örömélményt kelt, korosztályra való tekintet nélkül. Maga az építés folyamata, a problémák és feszültségek megjelenítése alkotás és játék közben terápiás hatású. A Világjátékot Magyarországon az ismert magyar pszichológus, Polcz Alaine vezette be.
A világjátékot használhatjuk önmagában terápiás módszerként, alkalmazhatjuk más módszerekkel végzett terápia kiegészítőjeként, vagy a terápia egyes fázisainak, eredményeinek kontrollálására. Nem elhanyagolható az a szempont sem, hogy kellő pszichológiai, pszichoterápiai gyakorlat nélkül sem okozunk vele ártalmat, nem követhetünk el művi hibát, ha passzívak maradunk, egyszerűen hagyjuk a gyermeket szabadon, folyamatosan játszani, játékát figyelemmel, empátiával követjük.
A gyermeknek a világ lekicsinyített figuráiból és alkotórészeiből (játékházak, -emberek, -állatok, -fák, -növények…) kell megépítenie a saját világát. Ebből a produktumból és az építés más jellemzőiből kap támpontokat a szakember arra nézve, hogy vajon milyen belső-külső tényezők befolyásolják a gyermek jelenlegi állapotát. Később ezen eszközök felhasználásával játék is kialakulhat, mely a további terápiás folyamatba is beépül.
Munka közben jó emberi és terápiás kapcsolatot lehet kiépíteni. Az építés és exploráció, ha megfelelő módon történik, a terápia bevezetője. Másik fontos tényező, hogy az intelligencianívótól kezdve a személyiségstruktúráig kapunk jól használható információkat, hogy feltárhatjuk a félelmeket, vágyakat, konfliktusokat, traumákat. Gyakran a családi struktúrába is betekintést nyerünk.
Természetesen a világjáték értelmezéséhez és terápiás alkalmazásához az általános klinikai pszichológiai tudáson kívül játékterápiás elméleti tudás és többévi gyakorlati munka szükséges. De a következő szempontok figyelembevételével nyugodtan hozzákezdhetünk a módszer alkalmazásához, ha munkánkat, értelmezésünket felülvizsgáljuk és a heteroanamnézissel, a családtagok  explorációjával, azaz a valósággal összevetjük. Vagyis: a gyermek családtagjaival folytatott megbeszélésekben, a pszichoterápiás munkában a valóságfedezetet megkeressük.